# Neodorcadion virleti
Neodorcadion virleti là một loài bọ cánh cứng trong họ Cerambycidae.